# ピラティーニ級哨戒艇
ピラティーニ級哨戒艇（英語: Piratini class river Patrol Boat）は、ブラジル海軍の哨戒艇の艦級。
ブラジルのリオデジャネイロ造船所によって建造され、1970年から1971年にかけて6隻が就役した。一部はブラジル海軍のマットグロッソ小艦隊に配備され、河川哨戒艇として運用されている。2023年時点で5隻が運用中である。

## 設計
設計は、アメリカ沿岸警備隊のケープ級カッターをベースにしている。
武装としては、就役当初は81mm迫撃砲1基と12.7mm重機関銃1基を装備していたが、1988年に迫撃砲が撤去され、2015年時点ではエリコン20mm機関砲1基と12.7mm重機関銃2基を装備している。

## 同型艦
| 番号 | 艦名     | 建造所                 | 就役            |
| ---- | -------- | ---------------------- | --------------- |
| P10  | Piratini | リオデジャネイロ造船所 | 1970年 11月30日 |
| P11  | Pirajá   | リオデジャネイロ造船所 | 1971年 3月8日   |
| P12  | Pampeiro | リオデジャネイロ造船所 | 1971年 6月16日  |
| P13  | Parati   | リオデジャネイロ造船所 | 1971年 7月29日  |
| P14  | Penedo   | リオデジャネイロ造船所 | 1971年 9月30日  |
| P15  | Poti     | リオデジャネイロ造船所 | 1971年 10月29日 |